# Holcocephala macula
Holcocephala macula là một loài ruồi trong họ Asilidae. Holcocephala macula được Rondani miêu tả năm 1848. Loài này phân bố ở vùng Tân nhiệt đới.